# René Potier de Tresmes

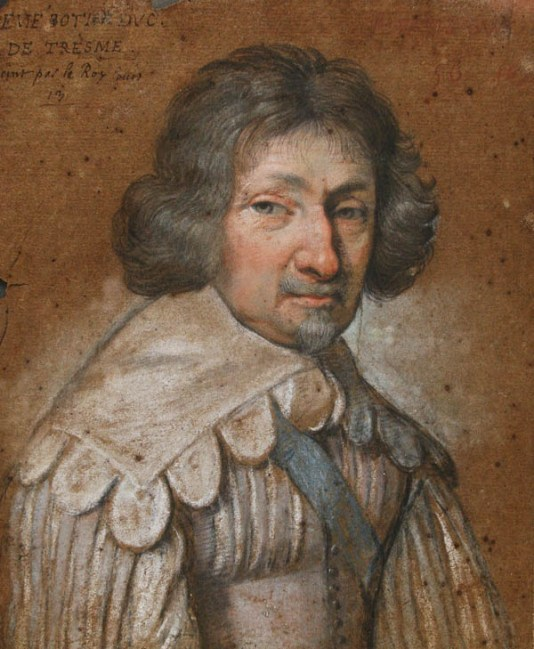
Ludwig XIII., Pastellporträt von René Potier, Duc de Tresme, Louvre. 1. Hälfte des 17. Jahrhunderts

René Potier (* wohl 1578; † 1. Februar 1670 im Alter von 91 Jahren in Paris) war ein französischer Hochadliger, Militär und Politiker.
Er war Comte und später Duc de Tresmes, Pair de France, Marquis de Gesvres, Capitaine der Garde du corps du roi, Lieutenant-général im Gouvernement der Champagne und Gouverneur von Châlons.

## Herkunft
René Potier war der älteste Sohn von Louis Potier, Baron de Gesvres, dann Comte de Tresmes, Secrétaire d’État († 1630), und Charlotte Baillet, Dame de Tresmes. Er war der Neffe von Nicolas III. Potier de Blancmesnil, Erster Präsident des Parlements von Paris, und dessen Frau Isabeau Baillet, der Schwester seiner Mutter, der Vetter von René Potier de Blancmesnil, Bischof von Beauvais und Pair de France († 1616), Augustin Potier de Blancmesnil († 1650), beide Bischof von Beauvais und Pair de France, und André Potier de Novion, Président au Parlement de Paris.

## Leben
René Potier war seit dem Jahr 1599 Bailli und Gouverneur von Valois. Am 31. Januar 1608 wurde er zum Chambellan von König Heinrich IV. ernannt, am 20. Oktober des gleichen Jahres zum Gouverneur der Stadt und des Schlosses Châlons. Mit Schreiben vom 18. Januar 1611 wurde ihm das Kommando über die „alte“ Kompanie (3. Kompanie oder 2. französische Kompanie) der Leibgarde des Königs übertragen, nachdem der Marquis de Praslin zurückgetreten war.
Er war der Regentin Maria de’ Medici loyal und erhielt am 27. Februar 1614 den Auftrag, sich nach Châlons zu begeben, für die Sicherheit dieses Ortes zu sorgen und den Duc de Nevers daran zu hindern, ihn zu betreten. Am 8. März erhielt er den Auftrag, eine Kompanie von 300 Mann Fußvolk für die Garnison von Vitry-le-François aufzustellen. Als die Regierung, beraten von Kardinal Richelieu, sich darauf vorbereitete, den neuen Aufstand der Prinzen zu unterdrücken, der durch die Verhaftung des Prince de Condé ausgelöst worden war, wurden dem Grafen von Tresmes weitere Kommissionen (7. September und 7. November 1616) geschickt, um für die Sicherheit von Châlons zu sorgen.
Am 31. Dezember 1619 wurde er als Ritter in den Orden vom Heiligen Geist aufgenommen.
Am 6. Januar 1627 wurde er Gouverneur und Lieutenant-général in den Grafschaften Maine, Laval und Le Perche.
Am 26. Dezember 1629 wurde er Conseiller d’État.
Am 25. März 1630 wurde er Comte de Tresmes als Nachfolger seines Vaters, im November 1648 Duc de Tresmes und Pair de France. Die Eintragung, Eidesleistung und Aufnahme in Parlement erfolgte dann am 15. Dezember 1663.
Am 29. Februar 1652 wurde er in Saumur zum Mestre de camp eines Kavallerieregiments ernannt. Am 29. November 1661 wurde er Capitaine und Gouverneur von Pont-Audemer.
Um 1660 ließ er sein Schloss Tresmes, das seitdem unter dem Namen Gesvres bekannt ist, von dem Architekten François Mansart wieder aufbauen.
Saint-Simon zufolge schob René Potier „sein Glück durch jahrelange Arbeit so weit voran, dass er in der seltsamen Charge von 1663 Herzog und Pair wurde“. Saint-Simon spricht hier von der Überprüfung durch das Parlament von Paris, die 15 Jahre nach der Erhebung erfolgte.
Am 28. Juli 1669 wurde er Premier Gentilhomme de la Chambre du Roi als Nachfolger von Henri de Daillon, Duc du Lude.
1669 trat er zugunsten von Léon Potier (1620–1704), Marquis de Gesvres, seinem jüngsten Sohn (der älteste, Louis, Marquis de Gesvres, geboren 1613, war † 1643 bei der Belagerung von Thionville gestorben), von seiner Duché-Pairie (in Crouy-sur-Ourcq) zurück; durch ein Patentschreiben vom 27. April desselben Jahres beließt ihm der König Honneurs de la Cour.
Zudem war er Außerordentlicher Gesandter in England.
Er starb am 1. Februar 1670 im Alter von 91 Jahren in seinem Hôtel particulier in Paris.

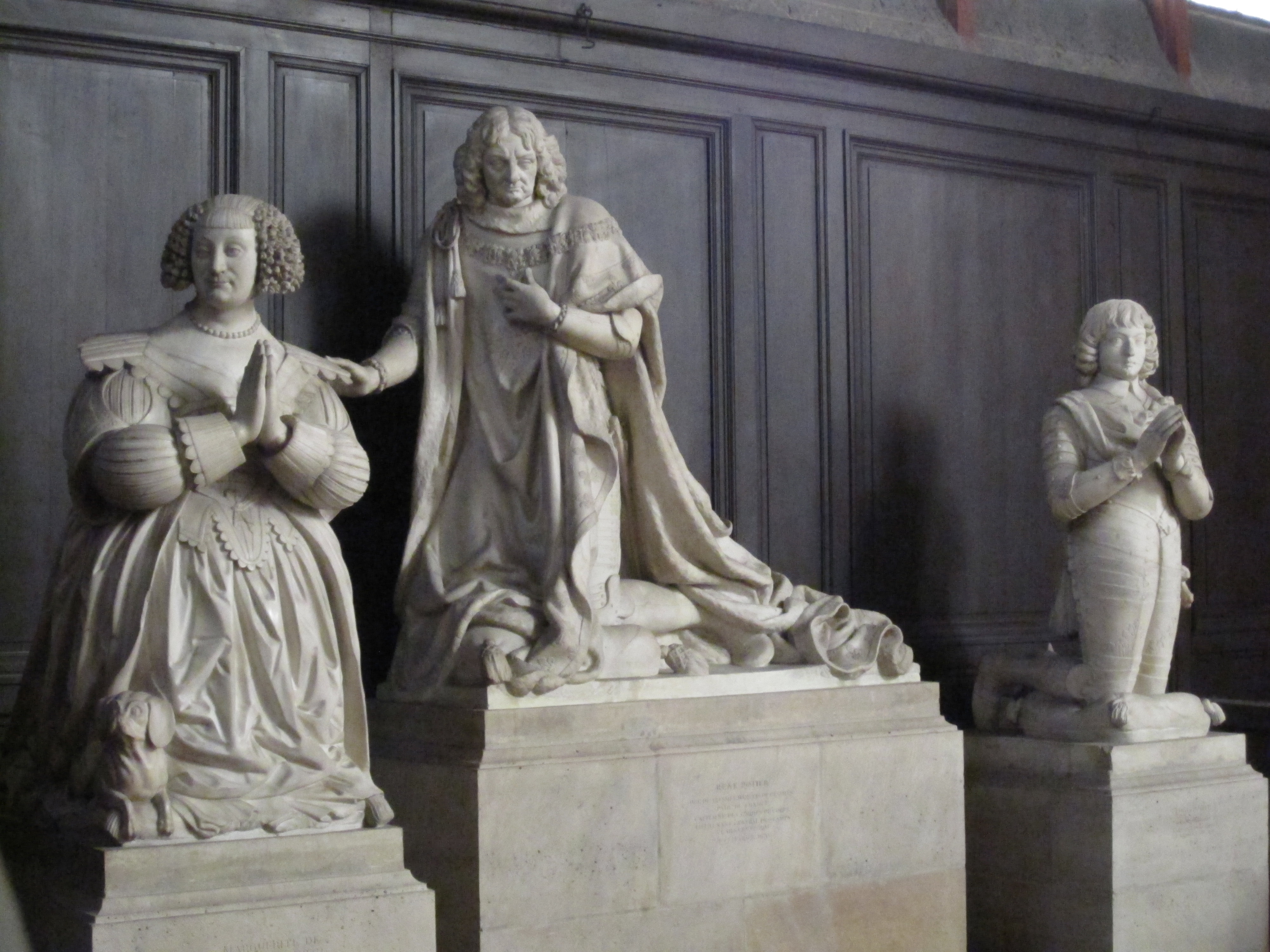
Adorant von Marie de Piney-Luxembourg, René Potier duc de Tresmes und Louis Potier marquis de Gesvres

## Ehe und Nachkommen
Er heiratete per Ehevertrag am 28. April 1607 im Schloss Pougy Marguerite de Luxembourg, Tochter von François de Luxembourg, 1. Duc de Piney, Pair von Frankreich, und Diane de Lorraine. Sie war die Nichte von Charles de Lorraine, Duc d’Aumale, und Catherine de Lorraine, Duchesse de Mercoeur († 1606), sowie Kusine von Charles II. de Luxembourg-Ligny, Comte de Brienne († 1608) und Anne de Lorraine, Duchesse d’Aumale, Pair de France († 1638).
Sie starb am 8. August 1645 in Paris und wurde in der Kirche des Pariser Coelestinenkonvents beigesetzt. Ihr Adorant, das ihres Ehemanns und das ihres ältesten Sohnes Louis Potier, die um 1661 von Étienne Le Hongre in Marmor gemeißelt wurden, sind heute in der Kirche Saint Gervais Saint Protais in Paris zu sehen.
Aus ihrer Ehe gingen zwölf Kinder hervor:
- Louis Potier (* wohl 1610; X 4. August 1643 bei der Belagerung von Thionville im Alter von 33 Jahren), Marquis de Gesvres, Maréchal des camps et armées du Roi, Gouverneur von Touraine, Bailli de Valois et de Caen, Capitaine des chasses et du Château de Montceaux, bestattet im Coelestinerkonvent in Paris.
- François Potier (* wohl 1612; X 27. Mai 1646 bei der Belagerung von Lérida im Alter von 34 Jahren), Marquis de Gandelu, dann Marquis de Gesvres, Maréchal des camps et armées du Roi
- Léon Potier (* wohl 1616; † 9. Dezember 1704 im Alter von 84 Jahren), Duc de Tresmes, genannt Duc de Gesvres, Pair de France, Premier gentilhomme de la Chambre du Roi, Gouverneur von Paris, Valois und Pont-Audemer, Capitaine des chasses et du château de Montceaux et de la Varenne de Meaux, Gouverneur von Maine, Laval, Le Perche und Stadt und Schloss Le Mans, Ritter im Orden vom Heiligen Geist, bestattet im Coelestinerkonvent in Paris; ⚭ (1) 1651 Marie Françoise Angélique du Val (* wohl 1632; † 4. Oktober 1702, 70 Jahre alt), Tochter und einzige Erbin von François du Val, Marquis de Fontenay-Mareuil, Maréchal des camps et armées du Roi, Gesandter in London, später in Rom, und Suzanne de Monceaux d'Auxy; ⚭ (2) 29. Januar 1703 Françoise de Romilley de la Chesnelaye (* um 1684; † 27. März 1742 im Alter von 58 Jahren), Tochter von Louis de Romilley, Marquis de La Chesnelaye, Gouverneur von Fougères, und Renée de Belleforière Soyécourt
- Charles Potier († jung 1615)
- Charlotte Potier († jung 1620)
- Catherine Potier (getauft 25. November 1615; † 1627)
- Marguerite Potier († jung 1621)
- Louise Potier († jung 1624)
- Louise Henriette Potier († 1680); ⚭ (1) 27. Juli 1633 Emmanuel de Faudoas-d’Averton, Comte de Belin, Sohn von François de Faudoas-d’Averton, Comte de Berlin, et Catherine Thomassin; ⚭ (2) Jacques de Saulx, Comte de Buzançois et de Tavannes, Sohn von Claude de Saulx, Vicomte de Lugny, und Gabrielle des Prez
- Marguerite Potier († 1669); ⚭ 12. November 1635 Henry de Saulx Tavannes, Marquis de Mirebel en Bresse, Sohn von Jean de Saulx, Vicomte de Lugny, und Gabrielle des Prez
- Louise Potier († 31. Oktober 1681), Äbtissin von Notre-Dame de la Barre in Château-Thierry
- Anne Madeleine Potier (* wohl 1623; † 26. Oktober 1705, 82 Jahre alt), Marquise de Blérancourt, Dame de Montjay, de Torigny